# アンドルー・レイノルズ
アンドルー・レイノルズ（Andrew Rannells、1978年8月23日 - ）は、アメリカ合衆国の俳優、歌手である。アンドリュー・ラネルズとも表記される。
レイノルズはトニー賞にノミネートされた、2011年のミュージカル『ブック・オブ・モルモン』のエルダー・プライス役で知られている。オリジナル・ブロードウェイ・キャスト・レコーディングのアルバム『ブック・オブ・モルモン』は、2012年のグラミー賞を受賞した。
また、2016年にリバイバル上演されたミュージカル『Falsettos』のウィザー役でもトニー賞にノミネートされた。
ブロードウェイでよく知られた出演作は、他に、『ヘアスプレー』、『ジャージー・ボーイズ』、『ヘドウィグ・アンド・アングリーインチ』、『ハミルトン』がある。
"Rannells"（レイノルズ）は"Reynold"（レイノルド）を元にして"Reynals"（レイノルズ）の変化したものとみなされている。

## 経歴
アンドルー・スコット・レイノルズはネブラスカ州オマハに、ロナルド・レイノルズとシャーロット夫妻の第4子として生まれた。レイノルズ一家はオマハ近くのクレイトンパークに住んでいた
。5人兄弟であり、一家はアイルランド系とポーランド系の両方の出自がある。
レイノルズはアワー・レディ・オブ・ルーデス高校と男子校のクレイトン予備校に通学していた。また、エミー・ギフォード・チルドレンズ・シアターで受講し、オマハ・コミュニティ・プレイハウス、ファイアーハウス・ディナー・シアター、ダンディー・ディナー・シアターに出演していた。
高校卒業後、1997年にニューヨークに移り、メリーマウント・マンハッタン大学のシアターで2年間学んだ。その後、役を得るためのオーディションを受け始めた。

## キャリア
2001年から2004年までの3年間は、ニューヨークにあるアニメーション制作会社の"4Kids Entertainment"で仕事をしていた。当時は、"4Kids"や"DIC"でのテレビ番組とテレビゲームの声優の仕事が中心であった。
ブロードウェイに登場する以前は、地方のシアター公演で、『ヘドウィグ・アンド・アングリーインチ』、『モダン・ミリー』、『ミス・サイゴン』などのミュージカルに出演していた。転機となったのは、2002年にテキサス州オースティンにあるザッカリー・スコット・シアター・センターで上演された『ヘドウィグ・アンド・アングリーインチ』のヘドウィグ役であった。この役の優れた業績に対して、2002年9月に"B. Iden Payne Awards"の主演男優賞を受賞した。
2005年、レイノルズはブロードウェイで上演されていたミュージカル『ヘアスプレー』に、リンク・ラーキン役で出演。本作がブロードウェイでの初舞台であり、ブレイクを果たす。翌2006年、ミュージカル『ジャージー・ボーイズ』のボブ・ゴーディオ役でUSツアーに参加した。
アニメ『サウスパーク』のクリエイターであるトレイ・パーカーとマット・ストーンによって製作され、『アベニューQ』のロバート・ロペスの作曲によるミュージカル『ブック・オブ・モルモン』が、2011年3月24日から上演された。レイノルズはオリジナルキャストのエルダー・プライス役で出演し、好評のため2012年6月10日まで出演を続けた。この作品でレイノルズはトニー賞のミュージカル主演男優賞にノミネートされた。また、レイノルズが参加したオリジナル・ブロードウェイ・キャスト・レコーディングのアルバム『ブック・オブ・モルモン』は、2012年のグラミー賞で最優秀ミュージカル・シアター・アルバムに選ばれた。
2012年に映画『バチェロレッテ あの子が結婚するなんて!』に出演し、マニーというストリッパーの役を演じた。テレビ番組では、2012年から2013年に放送された『New Normal おにゅ～な家族のカタチ』にブライアン・コリンズ役で出演した。
2015年10月27日から11月29日まで、ブロードウェイミュージカル『ハミルトン』に、ジョージ三世役で出演。ただし、ジョナサン・グロフが『ルッキング』のドラマ撮影予定を終了するまでのための代役であった。

## 私生活
レイノルズは、高校の頃から自身がゲイであることを自覚していた。18歳の時に家族に打ち明けたが、家族はすでにそのことを悟っていた。シアターでの友人たちには明らかにしていたが、高校に通っていた頃までは周りにオープンにはしていなかった。
普段はニューヨークに住んでおり、撮影の仕事で必要になった際はロサンゼルスに滞在している。

## 出演作品

### 舞台
| 上演年      | 邦題 原題                                                      | 役名 原表記                                       | 備考                                                                      |
| ----------- | -------------------------------------------------------------- | ------------------------------------------------- | ------------------------------------------------------------------------- |
| 2000 – 2001 | Pokémon Live!                                                  | James                                             | バリトン／テノール                                                        |
| 2004        | It’s karate, kid!                                              | Johnny Lawrence                                   | オフ・オフ・ブロードウェイ 会場：テアトロ・ラ・ティー                     |
| 2005        | ヘアスプレー Hairspray                                         | フェンダー／リンク・ラーキン Fender / Link Larkin | ブロードウェイ／リプレイスメント 会場：ニール・サイモン劇場               |
| 2006        | The 60's Project                                               | Performer                                         | ワールドプレミア（イギリス・チェスター） 会場：テリス劇場                 |
| 2006        | One Step Forward                                               |                                                   | ニュー・ミュージカルズ・フェスティバル 会場：ニュー・ワールド・ステージズ |
| 2007        | ジャージー・ボーイズ Jersey Boys                               | ボブ・ゴーディオ Bob Gaudio                       | USツアー（第1回全国ツアー）                                               |
| 2009        | ジャージー・ボーイズ Jersey Boys                               | ボブ・ゴーディオ Bob Gaudio                       | ブロードウェイ／リプレイスメント 会場：オーガスト・ウィルソン劇場         |
| 2010        | Smokey Joe’s Cafe                                              |                                                   | 会場：ペーパー・ミル・プレイハウス                                        |
| 2010        | Lysistrata Jones                                               | Michelangelo "Mick" Jackson                       | オリジナルキャスト 会場：ダラス・シアター・センター                       |
| 2011        | ブック・オブ・モルモン The Book of Mormon                      | エルダー・プライス Elder Price                    | オリジナルキャスト 会場：ユージン・オニール劇場                           |
| 2014        | ヘドウィグ・アンド・アングリーインチ Hedwig and the Angry Inch | ヘドウィグ Hedwig                                 | リプレイスメント 会場：ベラスコ劇場                                       |
| 2015        | ハミルトン Hamilton                                            | ジョージ三世 King George III                      | 5週間の代役 会場：リチャード・ロジャース劇場                              |
| 2016        | Falsettos                                                      | Whizzer                                           | ブロードウェイ・リバイバル 会場：ウォルター・カー劇場                     |
| 2018        | 真夜中のパーティー Boys in the Band                            | ラリー Larry                                      | ブロードウェイ 会場：ブース劇場                                           |

### 映画
| 公開年 | 邦題 原題                                           | 役名 原表記                           | 備考        |
| ------ | --------------------------------------------------- | ------------------------------------- | ----------- |
| 2010   | セックス・アンド・ザ・シティ2 Sex and the City 2    | ウェディング・コーラス Wedding Chorus |             |
| 2012   | バチェロレッテ あの子が結婚するなんて! Bachelorette | マニー Manny                          |             |
| 2015   | マイ・インターン The Intern                         | キャメロン Cameron                    |             |
| 2016   | ウェディング・バトル アウトな男たち Why Him?        | ブライン・ペダーマン Blaine Pederman  |             |
| 2020   | ボーイズ・イン・ザ・バンド The Boys in the Band     | ラリー Larry                          | Netflix映画 |
| 2020   | ザ・プロム The Prom                                 | トレント・オリヴァー Trent Oliver     |             |
| 2020   | 私の人生、代役に頼んでみた The Stand In             | ニコ Nico                             |             |

### テレビシリーズ
| 放映年      | 邦題 原題                                         | 役名 原表記                                  | 備考                            |
| ----------- | ------------------------------------------------- | -------------------------------------------- | ------------------------------- |
| 2012 – 2017 | GIRLS/ガールズ Girls                              | イライジャー・クランツ Elijah Krantz         | 計35話出演                      |
| 2012 – 2013 | New Normal おにゅ～な家族のカタチ The New Normal  | ブライアン・コリンズ Bryan Collins           | 計22話出演                      |
| 2013 – 2014 | ママと恋に落ちるまで How I Met Your Mother        | ダーレン Darren                              | 計2話出演                       |
| 2015        | The Knick/ザ・ニック The Knick                    | フレイジャー・H・ウィンゴー Frazier H. Wingo | 計4話出演                       |
| 2016        | Another Period                                    | Bertram Harrison Fusselforth VII             | 計3話出演                       |
| 2016        | Drunk History                                     | John A. Roebling                             | 第4シーズン第8話 "Landmarks"    |
| 2017        | ふたりは友達? ウィル&グレイス Will & Grace        | レジー Reggie                                | 第9シーズン第4話 "Grandpa Jack" |
| 2018        | ロマノフ家の末裔 〜それぞれの人生〜 The Romanoffs | デヴィッド・パットン David Patton            | 第5話『虚像の調べ』             |
| 2019 -      | Black Monday                                      | Blair Pfaff                                  | 計30話出演                      |
| 2021        | Girls5eva                                         | Kev                                          | 計3話出演                       |

### テレビアニメーション

#### 声優
- Street Sharks-Streex, Shrimp Louie,1995-1997
- Archie's Weird Mysteries-Archie Andrews,1999
- Yu-Gi-Oh! Duel Monsters(遊戯王デュエルモンスターズ)-Mako Tsunami, Noah Kaiba, Leon von Schroeder/Leon Wilson,2000
- Cubix-Connor(Lead role),2001
- Shaman King(シャーマンキング)-Len Tao,2001
- Liberty's Kids-Alexander Hamilton(Guest role),2002
- Ultimate Muscle,2002
- Tokyo Mew Mew(東京ミュウミュウ)-Dren, Wesley J. Coolridge III,2002
- Teenage Mutant Ninja Turtles(ティーンエイジ・ミュータント・ニンジャ・タートルズ),2003
- Comedy Bang! Bang!-Quinn Abernathy,"Clark Gregg Wears a Navy Blazer & White Collared Shirt",2013
- One Piece(ONE PIECE)-(Young Roronoa Zoro)ゾロ幼少期,2004
- Yu-Gi-Oh! GX2005(遊戯王GX)-Wheeler the Chimpanzee,Belowski,2005
- The Simpsons(ザ・シンプソンズ)-Himself,"How Lisa Got Her Marge Back",2016
- Sofia the First(ちいさなプリンセス ソフィア)-Morris(モーリス),"Beauty Is the Beast",2016
- Big Mouth(ビッグ・マウス)-Matthew(マシュー),2017
- Welcome to the Wayne-Andrei,3 episodes,2017
- Vampirina-King Peppy,The Plant Predicament/Mummy Mayhem",2017

### テレビゲーム

#### 声優
- Yu-Gi-Oh! Capsule Monster Coliseum-Mako Tsunami,2004
- Bully(BULLY)-Bif Taylor,2006
- Yu-Gi-Oh! Duel Links(遊戯王デュエルリンクス)-Mako Tsunami,2016

## ディスコグラフィ

### ミュージカル・シアター・アルバム
- The Book of Mormon: Original Broadway Cast Recording（2011年）

## 受賞とノミネート
| 年度 | 賞                            | 部門                                                | 作品                                                           | 結果       |
| ---- | ----------------------------- | --------------------------------------------------- | -------------------------------------------------------------- | ---------- |
| 2011 | トニー賞                      | ミュージカル主演男優賞                              | ブック・オブ・モルモン The Book of Mormon                      | ノミネート |
| 2011 | ドラマ・デスク賞              | ミュージカル主演男優賞                              | ブック・オブ・モルモン The Book of Mormon                      | ノミネート |
| 2012 | グラミー賞                    | 最優秀ミュージカル・シアター・アルバム賞            | ブック・オブ・モルモン The Book of Mormon                      | 受賞       |
| 2013 | OFTA賞                        | コメディ・シリーズ部門 最優秀ゲスト男優賞           | GIRLS/ガールズ Girls                                           | ノミネート |
| 2013 | ゴールド・ダービー賞          | 最優秀コメディ・ゲスト男優賞                        | GIRLS/ガールズ Girls                                           | ノミネート |
| 2013 | ドリアン賞                    | ライジング・スター賞                                |                                                                | ノミネート |
| 2014 | ゴールド・ダービー賞          | 最優秀コメディ・ゲスト男優賞                        | GIRLS/ガールズ Girls                                           | ノミネート |
| 2014 | 批評家協会テレビ賞            | コメディ・シリーズ部門 最優秀ゲスト・パフォーマー賞 | GIRLS/ガールズ Girls                                           | ノミネート |
| 2015 | Broadway.com オーディエンス賞 | 男優部門 フェイバリット・リプレイスメント賞         | ヘドウィグ・アンド・アングリーインチ Hedwig and the Angry Inch | ノミネート |
| 2016 | Broadway.com オーディエンス賞 | 男優部門 フェイバリット・リプレイスメント賞         | ハミルトン Hamilton                                            | ノミネート |
| 2017 | Broadway.com オーディエンス賞 | ミュージカル部門 フェイバリット助演男優賞           | Falsettos                                                      | 受賞       |
| 2017 | トニー賞                      | ミュージカル助演男優賞                              | Falsettos                                                      | ノミネート |
| 2021 | 批評家協会テレビ賞            | コメディ・シリーズ部門 最優秀助演男優賞             | Black Monday                                                   | ノミネート |